# Кшатрии

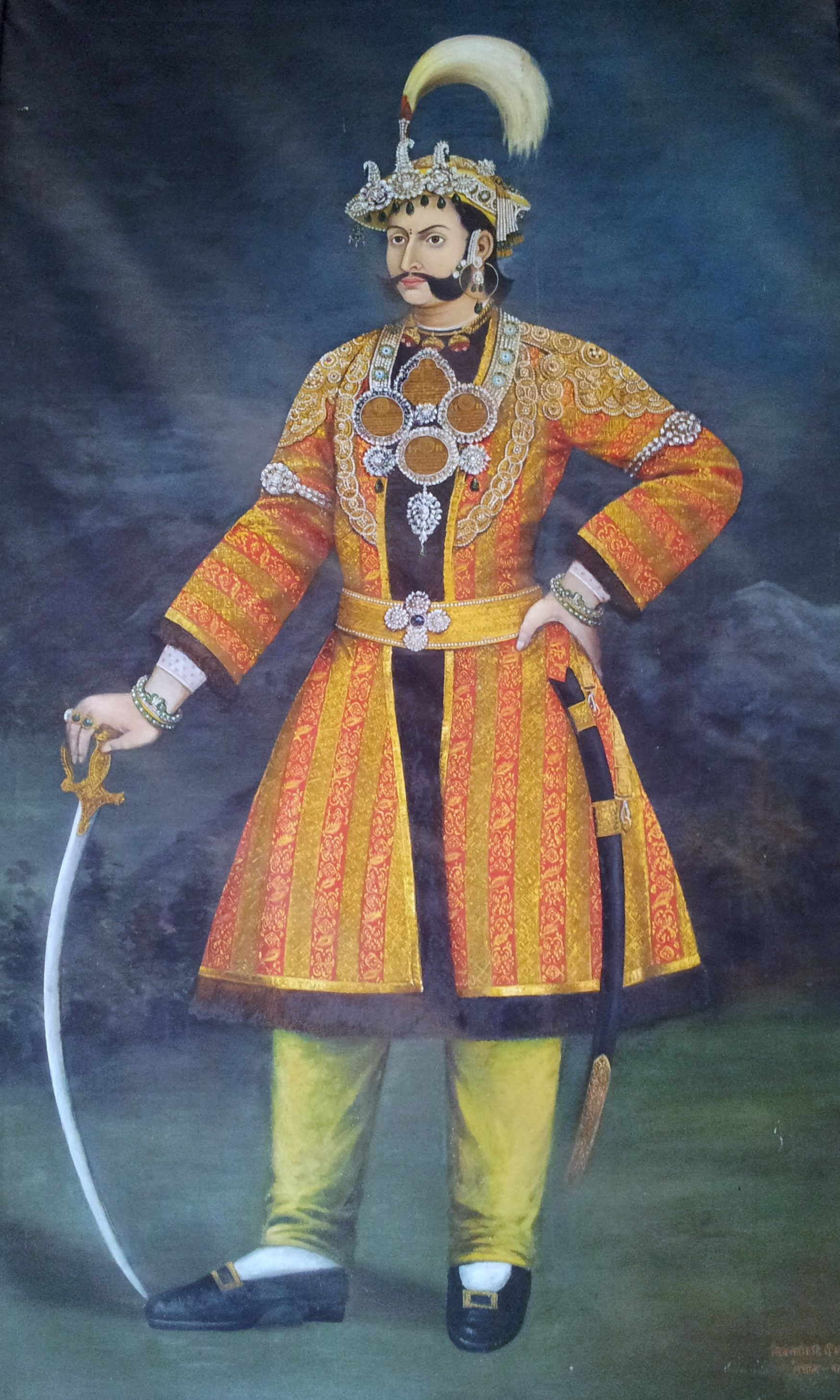
Портрет Матхабара Сингх Тапа, премьер-министра и главнокомандующего непальской армией в 1843—1845 гг. Национальный Музей Непала (Катманду)

Кша́трии (санскр. क्षत्रिय, IAST: kṣatriya, «властный, благородный»), также ра́джан (санскр. राजन्, IAST: rājan, «повелитель») — представители второй по значимости (после брахманов) варны древнеиндийского общества, состоящей из владетельных воинов. Из этой варны в Древней Индии обычно выбирались раджи. Своим главным богом-покровителем кшатрии считали Индру.

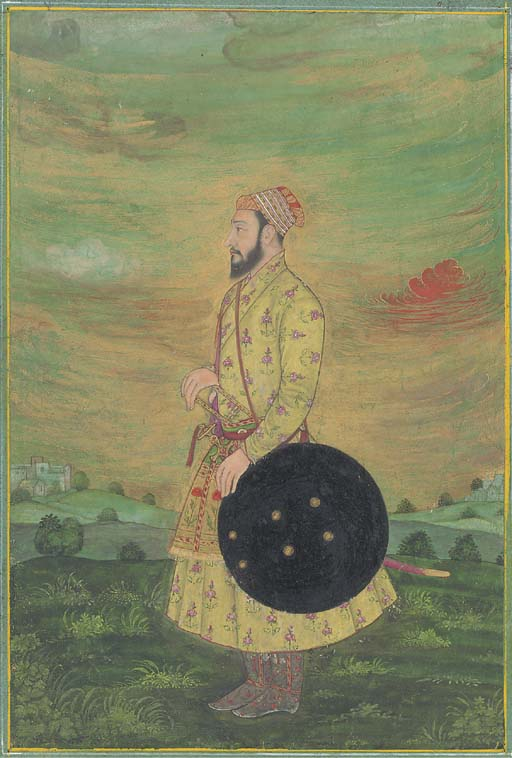
Воин падишаха Аурангзеба. Декан, 1670-е годы

## История
Варна возникла в доиндийский период как результат отделения военной и управленческой функций от производительного труда. В древнеиндийских государствах кшатрии были правителями государств, должностными лицами, землевладельцами, профессиональными воинами. В средние века понятие кшатриев сохранилось лишь как традиционное представление, с середины I тысячелетия нашей эры принадлежность к этой варне уже не была определяющей для господствующего класса.
Согласно традиции, дхарму кшатриев составляют защита слабых, водворение закона и порядка в мире. Для этого кшатриям даны особые права. Они единственные из всех варн имеют право наказывать вплоть до убиения тех, кто не чтит дхарму, отходит от правильного поведения своей варны. Кшатриям также прощаются гнев и другие проявления страсти, так как это является их природой и необходимо для выполнения ими своего долга.
Героизм, сила, решимость, находчивость, отвага, щедрость и умение вести за собой — таковы естественные качества кшатрия (Бхагавад-гита, 18.43).

Кшатрий обязан защищать в любых обстоятельствах: брахманов, женщин, детей, стариков и коров. А также любого, кто не в состоянии сам себя защитить и просит кшатрия о помощи.

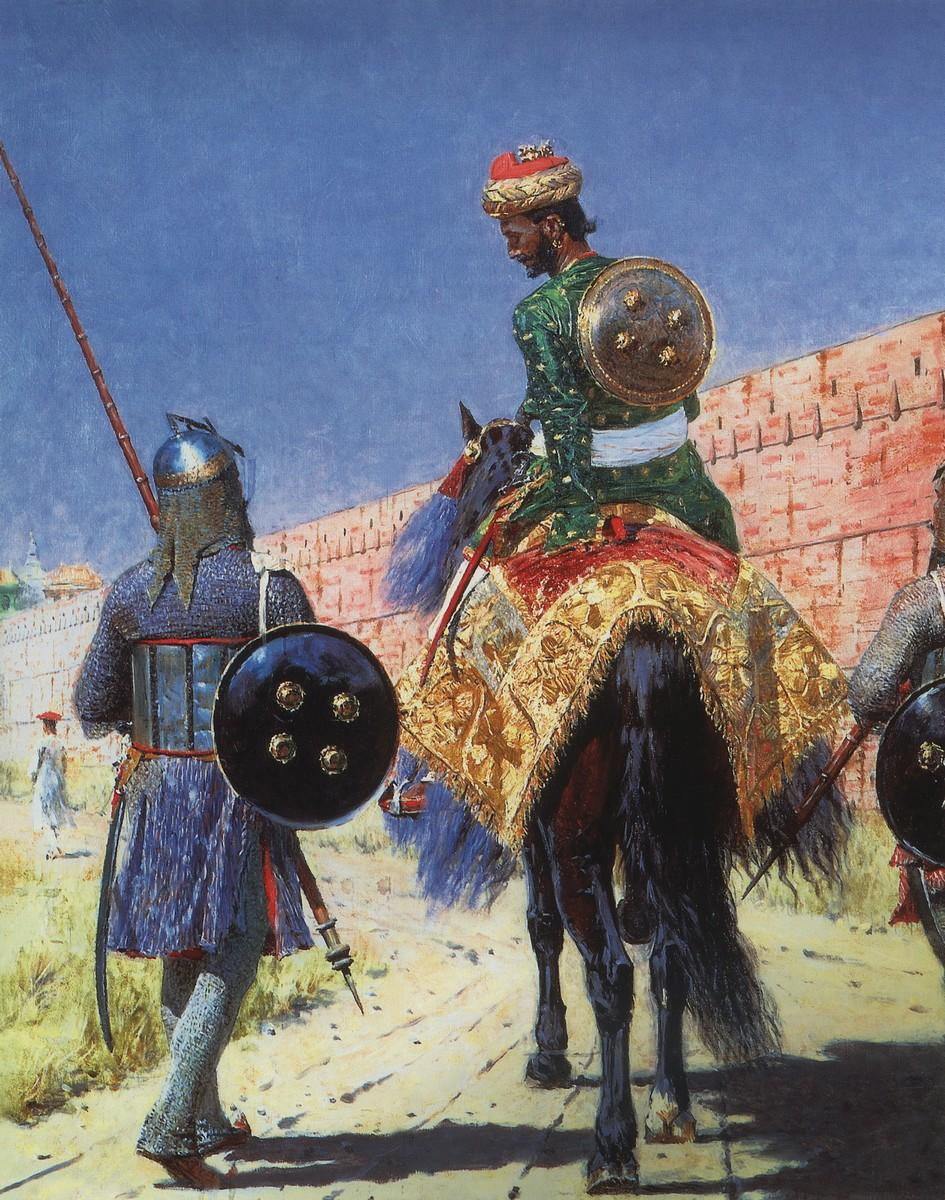
Верещагин В. В. «Всадник-воин в Джайпуре». 1881 г.

Кшатрий не является просто выходцем из знатного рода, для него обязателен набор определённых качеств. Считается, что даже человек, не прошедший военной подготовки и подкинутый в семью другой варны, являясь кшатрием, всё равно всегда проявляет такие качества, как здоровое честолюбие, правдивость, благочестие и благонравие, хороший и развитый ум, хорошее обращение с оружием, силу, выносливость (богатырь Карна как пример). Именно эти качества обычно и делают кшатриев достойными статуса правителя.

## Этно-сословность
Этно-сословной группой в составе варны кшатриев в Пакистане и северной Индии являются раджпуты (санскритское словосочетание «раджа пута», что означает «путь царя» или «путь раджи»). Предполагается, что по происхождению раджпуты восходят преимущественно к сакам, юэчжам, эфталитам и гурджарам, переселившимся в Индию из Центральной Азии в период между началом I и VI веками н. э..
Существует мнение, что другой этно-сословной группой в составе кланов кшатриев — великого Чахумана или Чохана, и Агрикулы — являются белуджи. Рам Сваруп Джун, согласно «Бхагаватгите», связывает происхождение белуджей с баланами. Баланы, как полагают, происходят от племени Бхаланинов, упоминаемого в «Ригведе». Тадж Рам Шарма соединяет бхалан с бхаликами, как «прото-белуджей», и считает их потомками населения восточной части Белуджистана.